# Xã Grimstad, Quận Roseau, Minnesota
Xã Grimstad (tiếng Anh: Grimstad Township) là một xã thuộc quận Roseau, tiểu bang Minnesota, Hoa Kỳ. Năm 2010, dân số của xã này là 146 người.